# Tour d'Espagne 2009
Le Tour d'Espagne 2009 est la 64e édition du Tour d'Espagne. La course a lieu du 29 août au 20 septembre 2009. Le départ a été donné à Assen aux Pays-Bas ; il s'agit du deuxième départ de la Vuelta hors d'Espagne. L'Espagnol Alejandro Valverde s'est imposé au classement général, devant son compatriote Samuel Sánchez et l'Australien Cadel Evans. David Moncoutié a remporté le classement de la montagne et André Greipel, vainqueur de quatre étapes, le classement par points.

## Parcours et organisation
La 64e édition de la « Vuelta » a débuté le 29 août des Pays-Bas, avec un contre-la-montre tracé dans la ville d'Assen, la première étape reste dans la province de Drenthe, puis rejoint la Belgique avec une arrivée à Liège, le peloton reviendra en terres espagnoles la journée suivante, pour arriver à Madrid, le 20 septembre.
Le parcours officiel a été dévoilé le 17 décembre 2008.
La compétition est la 23e épreuve du calendrier mondial UCI 2009.

## Principaux participants

### Équipes présentes
Fuji-Servetto, une des équipes de l'UCI ProTour ne faisait pas partie dans un premier temps de la liste des équipes sélectionnées pour la Vuelta. Elle a fait appel de cette décision au Tribunal arbitral du sport, qui lui a donné gain de cause. L'équipe Katusha est la seule équipe ProTour absente.
| ProTeams (17)- AG2R La Mondiale - Astana - BBox Bouygues Telecom - Caisse d'Épargne - Cofidis, le Crédit en Ligne - Euskaltel-Euskadi - La Française des jeux - Fuji-Servetto - Garmin-Slipstream - Lampre-NGC - Liquigas - Quick Step - Rabobank - Silence-Lotto - Columbia-HTC - Team Milram - Saxo Bank Équipes continentales professionnelles (5)- Andalucía-Cajasur - Cervélo TestTeam - Contentpolis-Ampo - Vacansoleil - Xacobeo-Galicia |
| |

### Favoris à la victoire finale
Alejandro Valverde a déclaré, après son échec en 2008, qu'il viserait le classement final de la course. 
Ivan Basso a annoncé son intention de prendre part à cette édition après sa cinquième place au Tour d'Italie. 
Robert Gesink en a également fait un objectif après sa chute sur le Tour de France.
Cadel Evans participera afin de se préparer pour les championnats du monde.
Andy Schleck a annoncé sa participation sans pour autant jouer la victoire finale, ainsi que son grand frère Fränk Schleck. Samuel Sánchez a fait de la Vuelta 2009, sa priorité de la saison. Alexandre Vinokourov, vainqueur en 2006 et de retour à la compétition en août au Tour de l'Ain, dispute sa première grande course depuis sa suspension. 
Damiano Cunego, qui a une nouvelle fois déçu sur le Giro, a annoncé son intention de participer à cette Vuelta 2009.

### Sprinteurs
L'Italien Daniele Bennati (Liquigas) est le seul ancien vainqueur du classement par points présent sur cette édition. Parmi les principaux sprinters figurent les deux anciens champions du monde Óscar Freire (Rabobank) et Tom Boonen (Quick Step). L'équipe de ce dernier compte également l'Australien Allan Davis dans ses rangs. Avec 15 succès, André Greipel (Columbia) est le sprinter participant ayant remporté le plus de courses en 2009. Borut Božič (Vacansoleil) et Tyler Farrar (Garmin Chipotle) se sont imposés à plusieurs reprises durant les semaines précédant la course.

## Étapes
| Étape                           | Date          | Villes étapes                      | km        | Vainqueur d’étape | Leader du classement général |
| ------------------------------- | ------------- | ---------------------------------- | --------- | ----------------- | ---------------------------- |
| 1re étape                       | 29 août       | Assen (NED) – Assen (NED)          | 4.5 (CLM) | Fabian Cancellara | Fabian Cancellara            |
| 2e étape                        | 30 août       | Assen (NED) – Emmen (NED)          | 202       | Gerald Ciolek     | Fabian Cancellara            |
| 3e étape                        | 31 août       | Zutphen (NED) – Venlo (NED)        | 184       | Gregory Henderson | Fabian Cancellara            |
| 4e étape                        | 1er septembre | Venlo (NED) – Liège (BEL)          | 223       | André Greipel     | Fabian Cancellara            |
| journée de repos (2 septembre)  |               |                                    |           |                   |                              |
| 5e étape                        | 3 septembre   | Tarragone – Vinaròs                | 174       | André Greipel     | André Greipel                |
| 6e étape                        | 4 septembre   | Xàtiva – Xàtiva                    | 185.7     | Borut Božič       | André Greipel                |
| 7e étape                        | 5 septembre   | Valence – Valence                  | 30 (CLM)  | Fabian Cancellara | Fabian Cancellara            |
| 8e étape                        | 6 septembre   | Alzira – Alto de Aitana            | 206       | Damiano Cunego    | Cadel Evans                  |
| 9e étape                        | 7 septembre   | Alcoy – Xorret de Catí             | 186       | Gustavo César     | Alejandro Valverde           |
| 10e étape                       | 8 septembre   | Alicante – Murcie                  | 162       | Simon Gerrans     | Alejandro Valverde           |
| 11e étape                       | 9 septembre   | Murcie – Caravaca de la Cruz       | 200       | Tyler Farrar      | Alejandro Valverde           |
| journée de repos (10 septembre) |               |                                    |           |                   |                              |
| 12e étape                       | 11 septembre  | Almería – Alto de Velefique        | 174.5     | Ryder Hesjedal    | Alejandro Valverde           |
| 13e étape                       | 12 septembre  | Béjar – Sierra Nevada              | 175       | David Moncoutié   | Alejandro Valverde           |
| 14e étape                       | 13 septembre  | Grenade – Sierra de la Pandera     | 157       | Damiano Cunego    | Alejandro Valverde           |
| 15e étape                       | 14 septembre  | Jaén – Cordoue                     | 168       | Lars Boom         | Alejandro Valverde           |
| 16e étape                       | 15 septembre  | Cordoue – Puertollano              | 170.3     | André Greipel     | Alejandro Valverde           |
| 17e étape                       | 16 septembre  | Ciudad Real – Talavera de la Reina | 175       | Anthony Roux      | Alejandro Valverde           |
| 18e étape                       | 17 septembre  | Talavera de la Reina – Ávila       | 187       | Philip Deignan    | Alejandro Valverde           |
| 19e étape                       | 18 septembre  | Ávila – Ségovie                    | 188       | Juan José Cobo    | Alejandro Valverde           |
| 20e étape                       | 19 septembre  | Tolède – Tolède                    | 26 (CLM)  | David Millar      | Alejandro Valverde           |
| 21e étape                       | 20 septembre  | Rivas Vaciamadrid – Madrid         | 110       | André Greipel     | Alejandro Valverde           |

## Évolution des classements
| Étape            | Vainqueur            | Classement général Maillot Oro | Classement par points Maillot Puntos | Classement de la montagne Maillot Montaña | Classement du combiné Maillot Combinada | Classement par équipes Clasificación por equipos |
| ---------------- | -------------------- | ------------------------------ | ------------------------------------ | ----------------------------------------- | --------------------------------------- | ------------------------------------------------ |
| 1                | Fabian Cancellara    | Fabian Cancellara              | Fabian Cancellara                    | non décerné                               | Fabian Cancellara                       | Liquigas                                         |
| 2                | Gerald Ciolek        | Fabian Cancellara              | Tom Boonen                           | Tom Leezer                                | Fabian Cancellara                       | Liquigas                                         |
| 3                | Gregory Henderson    | Fabian Cancellara              | Tom Boonen                           | Tom Leezer                                | Fabian Cancellara                       | Liquigas                                         |
| 4                | André Greipel        | Fabian Cancellara              | André Greipel                        | Lars Boom                                 | Dominik Roels                           | Columbia-HTC                                     |
| 5                | André Greipel        | André Greipel                  | André Greipel                        | Aitor Hernández                           | Serafín Martínez                        | Liquigas                                         |
| 6                | Borut Božič          | André Greipel                  | André Greipel                        | José Antonio López                        | Serafín Martínez                        | Liquigas                                         |
| 7                | Fabian Cancellara    | Fabian Cancellara              | André Greipel                        | José Antonio López                        | Dominik Roels                           | Garmin-Slipstream                                |
| 8                | Damiano Cunego       | Cadel Evans                    | André Greipel                        | David Moncoutié                           | Cadel Evans                             | Caisse d'Epargne                                 |
| 9                | Gustavo César Veloso | Alejandro Valverde             | André Greipel                        | David Moncoutié                           | Cadel Evans                             | Caisse d'Epargne                                 |
| 10               | Simon Gerrans        | Alejandro Valverde             | André Greipel                        | David de la Fuente                        | Cadel Evans                             | Caisse d'Epargne                                 |
| 11               | Tyler Farrar         | Alejandro Valverde             | André Greipel                        | David Moncoutié                           | Cadel Evans                             | Caisse d'Epargne                                 |
| 12               | Ryder Hesjedal       | Alejandro Valverde             | André Greipel                        | David Moncoutié                           | Alejandro Valverde                      | Caisse d'Epargne                                 |
| 13               | David Moncoutié      | Alejandro Valverde             | André Greipel                        | David Moncoutié                           | Alejandro Valverde                      | Caisse d'Epargne                                 |
| 14               | Damiano Cunego       | Alejandro Valverde             | Alejandro Valverde                   | David Moncoutié                           | Alejandro Valverde                      | Caisse d'Epargne                                 |
| 15               | Lars Boom            | Alejandro Valverde             | Alejandro Valverde                   | David Moncoutié                           | Alejandro Valverde                      | Xacobeo Galicia                                  |
| 16               | André Greipel        | Alejandro Valverde             | André Greipel                        | David Moncoutié                           | Alejandro Valverde                      | Xacobeo Galicia                                  |
| 17               | Anthony Roux         | Alejandro Valverde             | André Greipel                        | David Moncoutié                           | Alejandro Valverde                      | Xacobeo Galicia                                  |
| 18               | Philip Deignan       | Alejandro Valverde             | André Greipel                        | David Moncoutié                           | Alejandro Valverde                      | Xacobeo Galicia                                  |
| 19               | Juan José Cobo       | Alejandro Valverde             | André Greipel                        | David Moncoutié                           | Alejandro Valverde                      | Xacobeo Galicia                                  |
| 20               | David Millar         | Alejandro Valverde             | André Greipel                        | David Moncoutié                           | Alejandro Valverde                      | Xacobeo Galicia                                  |
| 21               | André Greipel        | Alejandro Valverde             | André Greipel                        | David Moncoutié                           | Alejandro Valverde                      | Xacobeo Galicia                                  |
| Classement final | Classement final     | Alejandro Valverde             | André Greipel                        | David Moncoutié                           | Alejandro Valverde                      | Xacobeo Galicia                                  |

## Classements finals

### Classement général
| \| Classement général \| Classement général \| Classement général \| Classement général \| Classement général \| \| Coureur \| Coureur \| Pays \| Équipe \| Temps \| \| ------------------ \| -------------------------- \| ------------------ \| --------------------------- \| ------------------ \| \| 1er \| Alejandro Valverde \| Espagne \| Caisse d'Épargne \| 87 h 22 min 37 s \| \| 2e \| Samuel Sánchez \| Espagne \| Euskaltel-Euskadi \| + 55 s \| \| 3e \| Cadel Evans \| Australie \| Silence-Lotto \| + 1 min 32 s \| \| 4e \| Ivan Basso \| Italie \| Liquigas \| + 2 min 12 s \| \| 5e \| Ezequiel Mosquera \| Espagne \| Xacobeo Galicia \| + 4 min 27 s \| \| 6e \| Robert Gesink \| Pays-Bas \| Rabobank \| + 6 min 40 s \| \| 7e \| Joaquim Rodríguez \| Espagne \| Caisse d'Épargne \| + 9 min 08 s \| \| 8e \| Paolo Tiralongo \| Italie \| Lampre-NGC \| + 9 min 11 s \| \| 9e \| Philip Deignan \| Irlande \| Cervélo TestTeam \| + 11 min 08 s \| \| 10e \| Juan José Cobo \| Espagne \| Fuji-Servetto \| DQ \| \| 11e \| Daniel Moreno \| Espagne \| Caisse d'Épargne \| + 14 min 24 s \| \| 12e \| Johnny Hoogerland \| Pays-Bas \| Vacansoleil \| + 15 min 08 s \| \| 13e \| Daniel Navarro \| Espagne \| Astana \| + 15 min 10 s \| \| 14e \| Haimar Zubeldia \| Espagne \| Astana \| + 17 min 15 s \| \| 15e \| Manuel Vázquez Hueso \| Espagne \| Contentpolis-Ampo \| + 18 min 41 s \| \| 16e \| Vasil Kiryienka \| Biélorussie \| Caisse d'Épargne \| + 20 min 11 s \| \| 17e \| Sylwester Szmyd \| Pologne \| Liquigas \| + 21 min 03 s \| \| 18e \| Amaël Moinard \| France \| Cofidis, le Crédit en Ligne \| + 21 min 11 s \| \| 19e \| Jesús Hernández Blázquez \| Espagne \| Astana \| + 23 min 38 s \| \| 20e \| Kevin De Weert \| Belgique \| Quick Step \| + 24 min 00 s \| \| 21e \| Francis De Greef \| Belgique \| Silence-Lotto \| + 24 min 36 s \| \| 22e \| José Ángel Gómez Marchante \| Espagne \| Cervélo TestTeam \| + 33 min 19 s \| \| 23e \| David García Dapena \| Espagne \| Xacobeo Galicia \| + 34 min 48 s \| \| 24e \| David de la Fuente \| Espagne \| Fuji-Servetto \| + 36 min 49 s \| \| 25e \| Mikaël Cherel \| France \| La Française des jeux \| + 37 min 05 s \| |                            |             |                             |                  |
| |                            |             |                             |                  |
| Source : ProCyclingStats |                            |             |                             |                  |
| Classement général |                            |             |                             |                  |
| Coureur | Coureur                    | Pays        | Équipe                      | Temps            |
| 1er | Alejandro Valverde         | Espagne     | Caisse d'Épargne            | 87 h 22 min 37 s |
| 2e | Samuel Sánchez             | Espagne     | Euskaltel-Euskadi           | + 55 s           |
| 3e | Cadel Evans                | Australie   | Silence-Lotto               | + 1 min 32 s     |
| 4e | Ivan Basso                 | Italie      | Liquigas                    | + 2 min 12 s     |
| 5e | Ezequiel Mosquera          | Espagne     | Xacobeo Galicia             | + 4 min 27 s     |
| 6e | Robert Gesink              | Pays-Bas    | Rabobank                    | + 6 min 40 s     |
| 7e | Joaquim Rodríguez          | Espagne     | Caisse d'Épargne            | + 9 min 08 s     |
| 8e | Paolo Tiralongo            | Italie      | Lampre-NGC                  | + 9 min 11 s     |
| 9e | Philip Deignan             | Irlande     | Cervélo TestTeam            | + 11 min 08 s    |
| 10e | Juan José Cobo             | Espagne     | Fuji-Servetto               | DQ               |
| 11e | Daniel Moreno              | Espagne     | Caisse d'Épargne            | + 14 min 24 s    |
| 12e | Johnny Hoogerland          | Pays-Bas    | Vacansoleil                 | + 15 min 08 s    |
| 13e | Daniel Navarro             | Espagne     | Astana                      | + 15 min 10 s    |
| 14e | Haimar Zubeldia            | Espagne     | Astana                      | + 17 min 15 s    |
| 15e | Manuel Vázquez Hueso       | Espagne     | Contentpolis-Ampo           | + 18 min 41 s    |
| 16e | Vasil Kiryienka            | Biélorussie | Caisse d'Épargne            | + 20 min 11 s    |
| 17e | Sylwester Szmyd            | Pologne     | Liquigas                    | + 21 min 03 s    |
| 18e | Amaël Moinard              | France      | Cofidis, le Crédit en Ligne | + 21 min 11 s    |
| 19e | Jesús Hernández Blázquez   | Espagne     | Astana                      | + 23 min 38 s    |
| 20e | Kevin De Weert             | Belgique    | Quick Step                  | + 24 min 00 s    |
| 21e | Francis De Greef           | Belgique    | Silence-Lotto               | + 24 min 36 s    |
| 22e | José Ángel Gómez Marchante | Espagne     | Cervélo TestTeam            | + 33 min 19 s    |
| 23e | David García Dapena        | Espagne     | Xacobeo Galicia             | + 34 min 48 s    |
| 24e | David de la Fuente         | Espagne     | Fuji-Servetto               | + 36 min 49 s    |
| 25e | Mikaël Cherel              | France      | La Française des jeux       | + 37 min 05 s    |

### Classements annexes
| Classement par points | Classement par points | Classement par points | Classement par points       | Classement par points |
| Coureur               | Coureur               | Pays                  | Équipe                      | Points                |
| --------------------- | --------------------- | --------------------- | --------------------------- | --------------------- |
| 1er                   | André Greipel         | Allemagne             | Columbia-HTC                | 150 pts               |
| 2e                    | Alejandro Valverde    | Espagne               | Caisse d'Épargne            | 111 pts               |
| 3e                    | Daniele Bennati       | Italie                | Liquigas                    | 101 pts               |
| 4e                    | Cadel Evans           | Australie             | Silence-Lotto               | 99 pts                |
| 5e                    | Samuel Sánchez        | Espagne               | Euskaltel-Euskadi           | 89 pts                |
| 6e                    | Borut Božič           | Slovénie              | Vacansoleil                 | 68 pts                |
| 7e                    | Ezequiel Mosquera     | Espagne               | Xacobeo Galicia             | 68 pts                |
| 8e                    | Robert Gesink         | Pays-Bas              | Rabobank                    | 68 pts                |
| 9e                    | Ivan Basso            | Italie                | Liquigas                    | 64 pts                |
| 10e                   | Leonardo Duque        | Colombie              | Cofidis, le Crédit en Ligne | 64 pts                |

| Classement par points | Classement par points | Classement par points | Classement par points       | Classement par points |
| Coureur               | Coureur               | Pays                  | Équipe                      | Points                |
| --------------------- | --------------------- | --------------------- | --------------------------- | --------------------- |
| 1er                   | André Greipel         | Allemagne             | Columbia-HTC                | 150 pts               |
| 2e                    | Alejandro Valverde    | Espagne               | Caisse d'Épargne            | 111 pts               |
| 3e                    | Daniele Bennati       | Italie                | Liquigas                    | 101 pts               |
| 4e                    | Cadel Evans           | Australie             | Silence-Lotto               | 99 pts                |
| 5e                    | Samuel Sánchez        | Espagne               | Euskaltel-Euskadi           | 89 pts                |
| 6e                    | Borut Božič           | Slovénie              | Vacansoleil                 | 68 pts                |
| 7e                    | Ezequiel Mosquera     | Espagne               | Xacobeo Galicia             | 68 pts                |
| 8e                    | Robert Gesink         | Pays-Bas              | Rabobank                    | 68 pts                |
| 9e                    | Ivan Basso            | Italie                | Liquigas                    | 64 pts                |
| 10e                   | Leonardo Duque        | Colombie              | Cofidis, le Crédit en Ligne | 64 pts                |

| Classement de la montagne | Classement de la montagne | Classement de la montagne | Classement de la montagne   | Classement de la montagne |
| Coureur                   | Coureur                   | Pays                      | Équipe                      | Points                    |
| ------------------------- | ------------------------- | ------------------------- | --------------------------- | ------------------------- |
| 1er                       | David Moncoutié           | France                    | Cofidis, le Crédit en Ligne | 186 pts                   |
| 2e                        | David de la Fuente        | Espagne                   | Fuji-Servetto               | 99 pts                    |
| 3e                        | Julián Sánchez Pimienta   | Espagne                   | Contentpolis-Ampo           | 73 pts                    |
| 4e                        | Alejandro Valverde        | Espagne                   | Caisse d'Épargne            | 67 pts                    |
| 5e                        | Ezequiel Mosquera         | Espagne                   | Xacobeo Galicia             | 61 pts                    |
| 6e                        | Pieter Weening            | Pays-Bas                  | Rabobank                    | 60 pts                    |
| 7e                        | Javier Ramírez Abeja      | Espagne                   | Andalucía-CajaSur           | 59 pts                    |
| 8e                        | Robert Gesink             | Pays-Bas                  | Rabobank                    | 58 pts                    |
| 9e                        | Johnny Hoogerland         | Pays-Bas                  | Vacansoleil                 | 54 pts                    |
| 10e                       | Samuel Sánchez            | Espagne                   | Euskaltel-Euskadi           | 52 pts                    |

| Classement de la montagne | Classement de la montagne | Classement de la montagne | Classement de la montagne   | Classement de la montagne |
| Coureur                   | Coureur                   | Pays                      | Équipe                      | Points                    |
| ------------------------- | ------------------------- | ------------------------- | --------------------------- | ------------------------- |
| 1er                       | David Moncoutié           | France                    | Cofidis, le Crédit en Ligne | 186 pts                   |
| 2e                        | David de la Fuente        | Espagne                   | Fuji-Servetto               | 99 pts                    |
| 3e                        | Julián Sánchez Pimienta   | Espagne                   | Contentpolis-Ampo           | 73 pts                    |
| 4e                        | Alejandro Valverde        | Espagne                   | Caisse d'Épargne            | 67 pts                    |
| 5e                        | Ezequiel Mosquera         | Espagne                   | Xacobeo Galicia             | 61 pts                    |
| 6e                        | Pieter Weening            | Pays-Bas                  | Rabobank                    | 60 pts                    |
| 7e                        | Javier Ramírez Abeja      | Espagne                   | Andalucía-CajaSur           | 59 pts                    |
| 8e                        | Robert Gesink             | Pays-Bas                  | Rabobank                    | 58 pts                    |
| 9e                        | Johnny Hoogerland         | Pays-Bas                  | Vacansoleil                 | 54 pts                    |
| 10e                       | Samuel Sánchez            | Espagne                   | Euskaltel-Euskadi           | 52 pts                    |

| Classement par équipes | Classement par équipes      | Classement par équipes | Classement par équipes |
| Équipe                 | Équipe                      | Pays                   | Temps                  |
| ---------------------- | --------------------------- | ---------------------- | ---------------------- |
| 1re                    | Xacobeo Galicia             | Espagne                | 261 h 57 min 19 s      |
| 2e                     | Caisse d'Épargne            | Espagne                | + 23 min 43 s          |
| 3e                     | Astana                      | Kazakhstan             | + 31 min 39 s          |
| 4e                     | Cofidis, le Crédit en Ligne | France                 | + 39 min 37 s          |
| 5e                     | Fuji-Servetto               | Espagne                | + 52 min 23 s          |
| 6e                     | Rabobank                    | Pays-Bas               | + 57 min 35 s          |
| 7e                     | Euskaltel-Euskadi           | Espagne                | + 1 h 04 min 40 s      |
| 8e                     | Silence-Lotto               | Belgique               | + 1 h 07 min 04 s      |
| 9e                     | Cervélo TestTeam            | Suisse                 | + 1 h 19 min 27 s      |
| 10e                    | Liquigas                    | Italie                 | + 1 h 34 min 06 s      |

| Classement par équipes | Classement par équipes      | Classement par équipes | Classement par équipes |
| Équipe                 | Équipe                      | Pays                   | Temps                  |
| ---------------------- | --------------------------- | ---------------------- | ---------------------- |
| 1re                    | Xacobeo Galicia             | Espagne                | 261 h 57 min 19 s      |
| 2e                     | Caisse d'Épargne            | Espagne                | + 23 min 43 s          |
| 3e                     | Astana                      | Kazakhstan             | + 31 min 39 s          |
| 4e                     | Cofidis, le Crédit en Ligne | France                 | + 39 min 37 s          |
| 5e                     | Fuji-Servetto               | Espagne                | + 52 min 23 s          |
| 6e                     | Rabobank                    | Pays-Bas               | + 57 min 35 s          |
| 7e                     | Euskaltel-Euskadi           | Espagne                | + 1 h 04 min 40 s      |
| 8e                     | Silence-Lotto               | Belgique               | + 1 h 07 min 04 s      |
| 9e                     | Cervélo TestTeam            | Suisse                 | + 1 h 19 min 27 s      |
| 10e                    | Liquigas                    | Italie                 | + 1 h 34 min 06 s      |

| Classement du combiné | Classement du combiné | Classement du combiné | Classement du combiné       | Classement du combiné |
| Coureur               | Coureur               | Pays                  | Équipe                      | Points                |
| --------------------- | --------------------- | --------------------- | --------------------------- | --------------------- |
| 1er                   | Alejandro Valverde    | Espagne               | Caisse d'Épargne            | 7 pts                 |
| 2e                    | Samuel Sánchez        | Espagne               | Euskaltel-Euskadi           | 17 pts                |
| 3e                    | Ezequiel Mosquera     | Espagne               | Xacobeo Galicia             | 17 pts                |
| 4e                    | Cadel Evans           | Australie             | Silence-Lotto               | 19 pts                |
| 5e                    | Robert Gesink         | Pays-Bas              | Rabobank                    | 22 pts                |
| 6e                    | Ivan Basso            | Italie                | Liquigas                    | 29 pts                |
| 7e                    | David Moncoutié       | France                | Cofidis, le Crédit en Ligne | 40 pts                |
| 8e                    | Johnny Hoogerland     | Pays-Bas              | Vacansoleil                 | 52 pts                |
| 9e                    | Juan José Cobo        | Espagne               | Fuji-Servetto               | DQ                    |
| 10e                   | Joaquim Rodríguez     | Espagne               | Caisse d'Épargne            | 58 pts                |

| Classement du combiné | Classement du combiné | Classement du combiné | Classement du combiné       | Classement du combiné |
| Coureur               | Coureur               | Pays                  | Équipe                      | Points                |
| --------------------- | --------------------- | --------------------- | --------------------------- | --------------------- |
| 1er                   | Alejandro Valverde    | Espagne               | Caisse d'Épargne            | 7 pts                 |
| 2e                    | Samuel Sánchez        | Espagne               | Euskaltel-Euskadi           | 17 pts                |
| 3e                    | Ezequiel Mosquera     | Espagne               | Xacobeo Galicia             | 17 pts                |
| 4e                    | Cadel Evans           | Australie             | Silence-Lotto               | 19 pts                |
| 5e                    | Robert Gesink         | Pays-Bas              | Rabobank                    | 22 pts                |
| 6e                    | Ivan Basso            | Italie                | Liquigas                    | 29 pts                |
| 7e                    | David Moncoutié       | France                | Cofidis, le Crédit en Ligne | 40 pts                |
| 8e                    | Johnny Hoogerland     | Pays-Bas              | Vacansoleil                 | 52 pts                |
| 9e                    | Juan José Cobo        | Espagne               | Fuji-Servetto               | DQ                    |
| 10e                   | Joaquim Rodríguez     | Espagne               | Caisse d'Épargne            | 58 pts                |

### Classement mondial
Les 20 premiers du général et les cinq premiers de chaque étape marquent des points pour le Classement mondial UCI 2009.
| Coureur                | Équipe                | Nationalité      | Étapes | Général | Total |
| ---------------------- | --------------------- | ---------------- | ------ | ------- | ----- |
| Alejandro Valverde     | Caisse d'Épargne      | Espagne          | 18     | 170     | 188   |
| Samuel Sánchez         | Euskaltel-Euskadi     | Espagne          | 14     | 130     | 144   |
| Cadel Evans            | Silence-Lotto         | Australie        | 10     | 100     | 110   |
| Ezequiel Mosquera      | Xacobeo Galicia       | Espagne          | 12     | 80      | 92    |
| Ivan Basso             | Liquigas              | Italie           | 1      | 90      | 91    |
| Robert Gesink          | Rabobank              | Pays-Bas         | 11     | 70      | 81    |
| André Greipel          | Columbia-HTC          | Allemagne        | 73     |         | 73    |
| Philip Deignan         | Cervélo TestTeam      | Irlande          | 16     | 44      | 60    |
| Joaquim Rodríguez      | Caisse d'Épargne      | Espagne          |        | 60      | 60    |
| Juan José Cobo         | Fuji-Servetto         | Espagne          | 16     | 38      | 54    |
| Paolo Tiralongo        | Lampre NGC            | Italie           |        | 52      | 52    |
| Damiano Cunego         | Lampre NGC            | Italie           | 33     |         | 33    |
| Daniel Moreno          | Caisse d'Épargne      | Espagne          | 1      | 32      | 33    |
| Fabian Cancellara      | Saxo Bank             | Suisse           | 32     |         | 32    |
| Tyler Farrar           | Garmin-Slipstream     | États-Unis       | 31     |         | 31    |
| Borut Božič            | Vacansoleil           | Slovénie         | 28     |         | 28    |
| Johnny Hoogerland      | Vacansoleil           | Pays-Bas         |        | 26      | 26    |
| Ryder Hesjedal         | Garmin-Slipstream     | Canada           | 24     |         | 24    |
| David Millar           | Garmin-Slipstream     | Royaume-Uni      | 24     |         | 24    |
| David Moncoutié        | Cofidis               | France           | 24     |         | 24    |
| Daniele Bennati        | Liquigas              | Italie           | 23     |         | 23    |
| Daniel Navarro         | Astana                | Espagne          |        | 22      | 22    |
| William Bonnet         | BBox Bouygues Telecom | France           | 18     |         | 18    |
| Gustavo César          | Xacobeo Galicia       | Espagne          | 18     |         | 18    |
| Gerald Ciolek          | Milram                | Allemagne        | 18     |         | 18    |
| Haimar Zubeldia        | Astana                | Espagne          |        | 18      | 18    |
| Tom Boonen             | Quick Step            | Belgique         | 17     |         | 17    |
| Lars Boom              | Rabobank              | Pays-Bas         | 16     |         | 16    |
| Jakob Fuglsang         | Saxo Bank             | Danemark         | 16     |         | 16    |
| Simon Gerrans          | Cervélo TestTeam      | Australie        | 16     |         | 16    |
| Gregory Henderson      | Columbia-HTC          | Nouvelle-Zélande | 16     |         | 16    |
| Anthony Roux           | La Française des jeux | France           | 16     |         | 16    |
| Manuel Vázquez         | Contentpolis-Ampo     | Espagne          | 2      | 14      | 16    |
| Vasil Kiryienka        | Caisse d'Épargne      | Biélorussie      | 1      | 10      | 11    |
| David Herrero          | Xacobeo Galicia       | Espagne          | 10     |         | 10    |
| Roman Kreuziger        | Liquigas              | Tchéquie         | 9      |         | 9     |
| David García Dapena    | Xacobeo Galicia       | Espagne          | 8      |         | 8     |
| Philippe Gilbert       | Silence-Lotto         | Belgique         | 8      |         | 8     |
| Bert Grabsch           | Columbia-HTC          | Allemagne        | 8      |         | 8     |
| Marco Marzano          | Lampre NGC            | Italie           | 8      |         | 8     |
| Fabio Sabatini         | Liquigas              | Italie           | 8      |         | 8     |
| Sylwester Szmyd        | Liquigas              | Pologne          |        | 8       | 8     |
| Wouter Weylandt        | Quick Step            | Belgique         | 8      |         | 8     |
| Amaël Moinard          | Cofidis               | France           |        | 6       | 6     |
| Roger Hammond          | Cervélo TestTeam      | Royaume-Uni      | 4      |         | 4     |
| Leonardo Duque         | Cofidis               | Colombie         | 4      |         | 4     |
| Óscar Freire           | Rabobank              | Espagne          | 4      |         | 4     |
| Jesús Hernández        | Astana                | Espagne          |        | 4       | 4     |
| Marco Marcato          | Vacansoleil           | Italie           | 4      |         | 4     |
| Dominik Roels          | Milram                | Allemagne        | 4      |         | 4     |
| David de la Fuente     | Fuji-Servetto         | Espagne          | 2      |         | 2     |
| Kevin De Weert         | Quick Step            | Belgique         |        | 2       | 2     |
| Iñaki Isasi            | Euskaltel-Euskadi     | Espagne          | 2      |         | 2     |
| Jens Mouris            | Vacansoleil           | Pays-Bas         | 2      |         | 2     |
| Francisco José Pacheco | Contentpolis-Ampo     | Espagne          | 2      |         | 2     |
| Marcel Sieberg         | Columbia-HTC          | Allemagne        | 2      |         | 2     |
| Davide Viganò          | Fuji-Servetto         | Italie           | 2      |         | 2     |
| Alexandre Vinokourov   | Astana                | Kazakhstan       | 2      |         | 2     |
| Igor Antón             | Euskaltel-Euskadi     | Espagne          | 1      |         | 1     |
| Adam Hansen            | Columbia-HTC          | Australie        | 1      |         | 1     |
| Sébastien Hinault      | AG2R La Mondiale      | France           | 1      |         | 1     |
| Maxim Iglinskiy        | Astana                | Kazakhstan       | 1      |         | 1     |
| Marco Velo             | Quick Step            | Italie           | 1      |         | 1     |

## Dopage et lutte antidopage
En octobre 2012, l’UCI annonce qu'une procédure disciplinaire à l’encontre du coureur espagnol Carlos Barredo est ouverte à la suite d'anomalies dans son passeport biologique. Il est finalement suspendu deux ans et est disqualifié des courses auxquelles il a participé entre le 26 octobre 2007 et le 24 septembre 2011,.
En juillet 2019, Juan José Cobo (vainqueur de la 19e étape et dixième du général) perd ses résultats obtenus durant cette course, après voir été reconnu coupable d'une violation des règles antidopage sur la base d'anomalies constatées dans son passeport biologique.

## Liste des participants
| Légende                          | Légende                                                                                                  | Légende                             | Légende                                                                                          |
| -------------------------------- | --- | ----------------------------------- | ------------------------------------------------------------------------------------------------ |
| Num                              | Dossard de départ porté par le coureur sur cette Vuelta                                                  | Pos.                                | Position finale au classement général                                                            |
| Leader du classement général     | Indique le vainqueur du classement général                                                               | Leader du classement de la montagne | Indique le vainqueur du classement de la montagne                                                |
| Leader du classement par points  | Indique le vainqueur du classement par points                                                            | Leader du classement du combiné     | Indique le vainqueur du classement du combiné                                                    |
| Leader du classement par équipes | Indique la meilleure équipe                                                                              |                                     | Indique un maillot de champion national ou mondial, suivi de sa spécialité                       |
| NP                               | Indique un coureur qui n'a pas pris le départ d'une étape, suivi du numéro de l'étape où il s'est retiré | AB                                  | Indique un coureur qui n'a pas terminé une étape, suivie du numéro de l'étape où il s'est retiré |
| HD                               | Indique un coureur qui a terminé une étape hors des délais, suivi du numéro de l'étape                   | EX                                  | Indique un coureur exclu pour non-respect du règlement                                           |

| Euskaltel-Euskadi EUS | Euskaltel-Euskadi EUS | Euskaltel-Euskadi EUS |
| --------------------- | --------------------- | --------------------- |
| Num                   | Coureur               | Pos                   |
| 1                     | Samuel Sánchez (ESP)  | 2e                    |
| 2                     | Igor Antón (ESP)      | 33e                   |
| 3                     | Aitor Hernández (ESP) | 96e                   |
| 4                     | Iñaki Isasi (ESP)     | 71e                   |
| 5                     | Markel Irizar (ESP)   | 114e                  |
| 6                     | Egoi Martínez (ESP)   | 52e                   |
| 7                     | Alan Pérez (ESP)      | 92e                   |
| 8                     | Rubén Pérez (ESP)     | 98e                   |
| 9                     | Amets Txurruka (ESP)  | 29e                   |

| AG2R La Mondiale ALM | AG2R La Mondiale ALM    | AG2R La Mondiale ALM |
| -------------------- | ----------------------- | -------------------- |
| Num                  | Coureur                 | Pos                  |
| 11                   | Tadej Valjavec (SLO)    | 30e                  |
| 12                   | José Luis Arrieta (ESP) | 81e                  |
| 13                   | Alexander Efimkin (RUS) | AB-17                |
| 14                   | John Gadret (FRA)       | AB-11                |
| 15                   | Sébastien Hinault (FRA) | 69e                  |
| 16                   | Julien Loubet (FRA)     | AB-18                |
| 17                   | Rinaldo Nocentini (ITA) | AB-13                |
| 18                   | Christophe Riblon (FRA) | 46e                  |
| 19                   | Ludovic Turpin (FRA)    | 64e                  |

| Andalucía-CajaSur ACA | Andalucía-CajaSur ACA               | Andalucía-CajaSur ACA |
| --------------------- | ----------------------------------- | --------------------- |
| Num                   | Coureur                             | Pos                   |
| 21                    | Xavier Tondo (ESP)                  | NP-14                 |
| 22                    | Manuel Calvente (ESP)               | 47e                   |
| 23                    | José Antonio Lopez (ESP)            | AB-10                 |
| 24                    | Francisco José Martínez Pérez (ESP) | 75e                   |
| 25                    | Manuel Ortega Ocaña (ESP)           | AB-6                  |
| 26                    | Antonio Piedra (ESP)                | 78e                   |
| 27                    | Javier Ramírez Abeja (ESP)          | 62e                   |
| 28                    | Jesús Rosendo (ESP)                 | 106e                  |
| 29                    | José Ruiz Sánchez (ESP)             | 118e                  |

| Astana AST | Astana AST                     | Astana AST |
| ---------- | ------------------------------ | ---------- |
| Num        | Coureur                        | Pos        |
| 31         | Haimar Zubeldia (ESP)          | 14e        |
| 32         | Assan Bazayev (KAZ)            | 130e       |
| 33         | Jesús Hernández Blázquez (ESP) | 19e        |
| 34         | Christopher Horner (USA)       | NP-5       |
| 35         | Maxim Iglinskiy (KAZ)          | NP-18      |
| 36         | Daniel Navarro (ESP)           | 13e        |
| 37         | José Luis Rubiera (ESP)        | AB-12      |
| 38         | Michael Schär (SUI)            | 110e       |
| 39         | Alexandre Vinokourov (KAZ)     | AB-12      |

| BBox Bouygues Telecom BBO | BBox Bouygues Telecom BBO | BBox Bouygues Telecom BBO |
| ------------------------- | ------------------------- | ------------------------- |
| Num                       | Coureur                   | Pos                       |
| 41                        | Pierrick Fédrigo (FRA)    | AB-1                      |
| 42                        | Giovanni Bernaudeau (FRA) | AB-8                      |
| 43                        | Olivier Bonnaire (FRA)    | 48e                       |
| 44                        | William Bonnet (FRA)      | 109e                      |
| 45                        | Franck Bouyer (FRA)       | AB-13                     |
| 46                        | Damien Gaudin (FRA)       | 139e                      |
| 47                        | Vincent Jérôme (FRA)      | AB-8                      |
| 48                        | Laurent Lefèvre (FRA)     | AB-9                      |
| 49                        | Matthieu Sprick (FRA)     | 57e                       |

| Caisse d'Épargne GCE | Caisse d'Épargne GCE             | Caisse d'Épargne GCE |
| -------------------- | -------------------------------- | -------------------- |
| Num                  | Coureur                          | Pos                  |
| 51                   | Alejandro Valverde (ESP)         | 1er                  |
| 52                   | Imanol Erviti (ESP)              | 100e                 |
| 53                   | José Vicente García Acosta (ESP) | 137e                 |
| 54                   | Vasil Kiryienka (BLR)            | 16e                  |
| 55                   | Daniel Moreno (ESP)              | 11e                  |
| 56                   | David López García (ESP)         | 42e                  |
| 57                   | Francisco Pérez (URU)            | 88e                  |
| 58                   | Joaquim Rodríguez (ESP)          | 7e                   |
| 59                   | Xabier Zandio (ESP)              | 112e                 |

| Cervélo TestTeam CTT | Cervélo TestTeam CTT             | Cervélo TestTeam CTT |
| -------------------- | -------------------------------- | -------------------- |
| Num                  | Coureur                          | Pos                  |
| 61                   | Íñigo Cuesta (ESP)               | 35e                  |
| 62                   | Philip Deignan (IRL)             | 9e                   |
| 63                   | Xavier Florencio (ESP)           | 59e                  |
| 64                   | Simon Gerrans (AUS)              | AB-13                |
| 65                   | José Ángel Gómez Marchante (ESP) | 22e                  |
| 66                   | Roger Hammond (GBR)              | 97e                  |
| 67                   | Ignatas Konovalovas (LTU)        | NP-14                |
| 68                   | Gabriel Rasch (NOR)              | 101e                 |
| 69                   | Dominique Rollin (CAN)           | AB-13                |

| Cofidis, le Crédit en Ligne COF | Cofidis, le Crédit en Ligne COF       | Cofidis, le Crédit en Ligne COF |
| ------------------------------- | ------------------------------------- | ------------------------------- |
| Num                             | Coureur                               | Pos                             |
| 71                              | David Moncoutié (FRA)                 | 27e                             |
| 72                              | Mickaël Buffaz (FRA)                  | 89e                             |
| 73                              | Jean-Eudes Demaret (FRA)              | 127e                            |
| 74                              | Leonardo Duque (COL)                  | 32e                             |
| 75                              | Julien El Fares (FRA)                 | 49e                             |
| 76                              | Bingen Fernández (ESP)                | 58e                             |
| 77                              | Amaël Moinard (FRA)                   | 18e                             |
| 78                              | Damien Monier (FRA)                   | 65e                             |
| 79                              | Rein Taaramäe (EST) (route et chrono) | 74e                             |

| Contentpolis-Ampo MCO | Contentpolis-Ampo MCO          | Contentpolis-Ampo MCO |
| --------------------- | ------------------------------ | --------------------- |
| Num                   | Coureur                        | Pos                   |
| 81                    | Julián Sánchez Pimienta (ESP)  | 79e                   |
| 82                    | Javier Benítez (ESP)           | 116e                  |
| 83                    | Sergio Domínguez Muñoz (ESP)   | AB-19                 |
| 84                    | Óscar García-Casarrubios (ESP) | AB-6                  |
| 85                    | Mikel Gaztañaga (ESP)          | AB-9                  |
| 86                    | Francisco José Pacheco (ESP)   | 121e                  |
| 87                    | Adrián Palomares (ESP)         | 45e                   |
| 88                    | Aitor Pérez Arrieta (ESP)      | 111e                  |
| 89                    | Manuel Vázquez Hueso (ESP)     | 15e                   |

| La Française des jeux FDJ | La Française des jeux FDJ | La Française des jeux FDJ |
| ------------------------- | ------------------------- | ------------------------- |
| Num                       | Coureur                   | Pos                       |
| 91                        | Sandy Casar (FRA)         | AB-14                     |
| 92                        | Sébastien Chavanel (FRA)  | AB-13                     |
| 93                        | Mikaël Cherel (FRA)       | 25e                       |
| 94                        | Rémy Di Grégorio (FRA)    | 51e                       |
| 95                        | Arnaud Gérard (FRA)       | 105e                      |
| 96                        | Timothy Gudsell (NZL)     | 136e                      |
| 97                        | Matthieu Ladagnous (FRA)  | 63e                       |
| 98                        | Anthony Roux (FRA)        | 120e                      |
| 99                        | Wesley Sulzberger (AUS)   | 117e                      |

| Fuji-Servetto FUJ | Fuji-Servetto FUJ        | Fuji-Servetto FUJ |
| ----------------- | ------------------------ | ----------------- |
| Num               | Coureur                  | Pos               |
| 101               | Juan José Cobo (ESP)     | 10e               |
| 102               | Eros Capecchi (ITA)      | AB-13             |
| 103               | David de la Fuente (ESP) | 24e               |
| 104               | Jesús del Nero (ESP)     | 66e               |
| 105               | Arkaitz Durán (ESP)      | 40e               |
| 106               | Beñat Intxausti (ESP)    | 60e               |
| 107               | Fredrik Kessiakoff (SWE) | 72e               |
| 108               | Robert Kišerlovski (CRO) | NP-5              |
| 109               | Davide Viganò (ITA)      | AB-13             |

| Garmin-Slipstream GRM | Garmin-Slipstream GRM  | Garmin-Slipstream GRM |
| --------------------- | ---------------------- | --------------------- |
| Num                   | Coureur                | Pos                   |
| 111                   | Tom Danielson (USA)    | AB-18                 |
| 112                   | Julian Dean (NZL)      | 132e                  |
| 113                   | Tyler Farrar (USA)     | NP-12                 |
| 114                   | Ryder Hesjedal (CAN)   | NP-18                 |
| 115                   | Martijn Maaskant (NED) | 135e                  |
| 116                   | Dan Martin (IRL)       | 53e                   |
| 117                   | Christian Meier (CAN)  | NP-18                 |
| 118                   | David Millar (GBR)     | 80e                   |
| 119                   | Svein Tuft (CAN)       | AB-15                 |

| Lampre-NGC LAM | Lampre-NGC LAM                  | Lampre-NGC LAM |
| -------------- | ------------------------------- | -------------- |
| Num            | Coureur                         | Pos            |
| 121            | Damiano Cunego (ITA)            | NP-17          |
| 122            | Alessandro Ballan (ITA) (route) | NP-17          |
| 123            | Emanuele Bindi (ITA)            | 128e           |
| 124            | Vitaliy Buts (UKR)              | NP-12          |
| 125            | Enrico Gasparotto (ITA)         | 82e            |
| 126            | Marco Marzano (ITA)             | AB-14          |
| 127            | Massimiliano Mori (ITA)         | 133e           |
| 128            | Paolo Tiralongo (ITA)           | 8e             |
| 129            | Francesco Tomei (ITA)           | AB-12          |

| Liquigas LIQ | Liquigas LIQ                 | Liquigas LIQ |
| ------------ | ---------------------------- | ------------ |
| Num          | Coureur                      | Pos          |
| 131          | Ivan Basso (ITA)             | 4e           |
| 132          | Daniele Bennati (ITA)        | 84e          |
| 133          | Maciej Bodnar (POL) (chrono) | 131e         |
| 134          | Kjell Carlström (FIN)        | 91e          |
| 135          | Roman Kreuziger (CZE)        | 61e          |
| 136          | Manuel Quinziato (ITA)       | 126e         |
| 137          | Fabio Sabatini (ITA)         | 115e         |
| 138          | Sylwester Szmyd (POL)        | 17e          |
| 139          | Oliver Zaugg (SUI)           | 70e          |

| Quick Step QST | Quick Step QST           | Quick Step QST |
| -------------- | ------------------------ | -------------- |
| Num            | Coureur                  | Pos            |
| 141            | Tom Boonen (BEL) (route) | AB-13          |
| 142            | Carlos Barredo (ESP)     | AB-9           |
| 143            | Allan Davis (AUS)        | AB-9           |
| 144            | Kevin De Weert (BEL)     | 20e            |
| 145            | Stijn Devolder (BEL)     | 85e            |
| 146            | Matteo Tosatto (ITA)     | AB-19          |
| 147            | Marco Velo (ITA)         | 93e            |
| 148            | Wouter Weylandt (BEL)    | NP-17          |
| 149            | Maarten Wynants (BEL)    | 113e           |

| Rabobank RAB | Rabobank RAB                  | Rabobank RAB |
| ------------ | ----------------------------- | ------------ |
| Num          | Coureur                       | Pos          |
| 151          | Óscar Freire (ESP)            | AB-13        |
| 152          | Lars Boom (NED)               | 55e          |
| 153          | Juan Manuel Gárate (ESP)      | 38e          |
| 154          | Robert Gesink (NED)           | 6e           |
| 155          | Tom Leezer (NED)              | 129e         |
| 156          | Paul Martens (GER)            | AB-12        |
| 157          | Koos Moerenhout (NED) (route) | 36e          |
| 158          | Bram Tankink (NED)            | 34e          |
| 159          | Pieter Weening (NED)          | 44e          |

| Silence-Lotto SIL | Silence-Lotto SIL       | Silence-Lotto SIL |
| ----------------- | ----------------------- | ----------------- |
| Num               | Coureur                 | Pos               |
| 161               | Cadel Evans (AUS)       | 3e                |
| 162               | Christophe Brandt (BEL) | 125e              |
| 163               | Francis De Greef (BEL)  | 21e               |
| 164               | Mickaël Delage (FRA)    | 73e               |
| 165               | Philippe Gilbert (BEL)  | 54e               |
| 166               | Olivier Kaisen (BEL)    | 86e               |
| 167               | Matthew Lloyd (AUS)     | 50e               |
| 168               | Jürgen Roelandts (BEL)  | 119e              |
| 169               | Charles Wegelius (GBR)  | AB-4              |

| Columbia-HTC THR | Columbia-HTC THR               | Columbia-HTC THR |
| ---------------- | ------------------------------ | ---------------- |
| Num              | Coureur                        | Pos              |
| 171              | André Greipel (GER)            | 107e             |
| 172              | Michael Albasini (SUI)         | AB-11            |
| 173              | Bert Grabsch (GER) (chrono)    | NP-18            |
| 174              | Adam Hansen (AUS)              | 104e             |
| 175              | Greg Henderson (NZL)           | 123e             |
| 176              | Kim Kirchen (LUX) (chrono)     | NP-6             |
| 177              | František Raboň (CZE) (chrono) | 134e             |
| 178              | Vicente Reynés (ESP)           | 103e             |
| 179              | Marcel Sieberg (GER)           | 122e             |

| Team Milram MRM | Team Milram MRM        | Team Milram MRM |
| --------------- | ---------------------- | --------------- |
| Num             | Coureur                | Pos             |
| 181             | Gerald Ciolek (GER)    | AB-18           |
| 182             | Linus Gerdemann (GER)  | NP-12           |
| 183             | Christian Knees (GER)  | 43e             |
| 184             | Dominik Roels (GER)    | 83e             |
| 185             | Thomas Rohregger (AUT) | NP-10           |
| 186             | Matthias Russ (GER)    | 90e             |
| 187             | Björn Schröder (GER)   | AB-13           |
| 188             | Martin Velits (SVK)    | 95e             |
| 189             | Paul Voss (GER)        | 99e             |

| Saxo Bank SAX | Saxo Bank SAX                   | Saxo Bank SAX |
| ------------- | ------------------------------- | ------------- |
| Num           | Coureur                         | Pos           |
| 191           | Andy Schleck (LUX) (route)      | AB-8          |
| 192           | Kurt Asle Arvesen (NOR) (route) | 108e          |
| 193           | Matti Breschel (DEN) (route)    | 68e           |
| 194           | Fabian Cancellara (SUI) (route) | NP-14         |
| 195           | Jakob Fuglsang (DEN)            | 56e           |
| 196           | Alexandr Kolobnev (RUS)         | 31e           |
| 197           | Karsten Kroon (NED)             | 76e           |
| 198           | Stuart O'Grady (AUS)            | NP-17         |
| 199           | Fränk Schleck (LUX)             | NP-11         |

| Vacansoleil VAC | Vacansoleil VAC                 | Vacansoleil VAC |
| --------------- | ------------------------------- | --------------- |
| Num             | Coureur                         | Pos             |
| 201             | Matteo Carrara (ITA)            | 37e             |
| 202             | Borut Božič (SLO)               | 102e            |
| 203             | Johnny Hoogerland (NED)         | 12e             |
| 204             | Sergueï Lagoutine (UZB) (route) | 104e            |
| 205             | Björn Leukemans (BEL)           | AB-18           |
| 206             | Marco Marcato (ITA)             | NP-12           |
| 207             | Jens Mouris (NED)               | 138e            |
| 208             | Matthé Pronk (NED)              | 124e            |
| 209             | Lieuwe Westra (NED)             | 87e             |

| Xacobeo Galicia XGZ | Xacobeo Galicia XGZ           | Xacobeo Galicia XGZ |
| ------------------- | ----------------------------- | ------------------- |
| Num                 | Coureur                       | Pos                 |
| 211                 | Ezequiel Mosquera (ESP)       | 5e                  |
| 212                 | Gustavo César Veloso (ESP)    | 41e                 |
| 213                 | Gustavo Domínguez (ESP)       | 77e                 |
| 214                 | Alberto Fernández Sainz (ESP) | NP-12               |
| 215                 | David García Dapena (ESP)     | 23e                 |
| 216                 | David Herrero (ESP)           | 28e                 |
| 217                 | Serafín Martínez (ESP)        | 39e                 |
| 218                 | Gonzalo Rabuñal (ESP)         | 67e                 |
| 219                 | Eduard Vorganov (RUS)         | 26e                 |

| Euskaltel-Euskadi EUS | Euskaltel-Euskadi EUS | Euskaltel-Euskadi EUS |
| --------------------- | --------------------- | --------------------- |
| Num                   | Coureur               | Pos                   |
| 1                     | Samuel Sánchez (ESP)  | 2e                    |
| 2                     | Igor Antón (ESP)      | 33e                   |
| 3                     | Aitor Hernández (ESP) | 96e                   |
| 4                     | Iñaki Isasi (ESP)     | 71e                   |
| 5                     | Markel Irizar (ESP)   | 114e                  |
| 6                     | Egoi Martínez (ESP)   | 52e                   |
| 7                     | Alan Pérez (ESP)      | 92e                   |
| 8                     | Rubén Pérez (ESP)     | 98e                   |
| 9                     | Amets Txurruka (ESP)  | 29e                   |

| AG2R La Mondiale ALM | AG2R La Mondiale ALM    | AG2R La Mondiale ALM |
| -------------------- | ----------------------- | -------------------- |
| Num                  | Coureur                 | Pos                  |
| 11                   | Tadej Valjavec (SLO)    | 30e                  |
| 12                   | José Luis Arrieta (ESP) | 81e                  |
| 13                   | Alexander Efimkin (RUS) | AB-17                |
| 14                   | John Gadret (FRA)       | AB-11                |
| 15                   | Sébastien Hinault (FRA) | 69e                  |
| 16                   | Julien Loubet (FRA)     | AB-18                |
| 17                   | Rinaldo Nocentini (ITA) | AB-13                |
| 18                   | Christophe Riblon (FRA) | 46e                  |
| 19                   | Ludovic Turpin (FRA)    | 64e                  |

| Andalucía-CajaSur ACA | Andalucía-CajaSur ACA               | Andalucía-CajaSur ACA |
| --------------------- | ----------------------------------- | --------------------- |
| Num                   | Coureur                             | Pos                   |
| 21                    | Xavier Tondo (ESP)                  | NP-14                 |
| 22                    | Manuel Calvente (ESP)               | 47e                   |
| 23                    | José Antonio Lopez (ESP)            | AB-10                 |
| 24                    | Francisco José Martínez Pérez (ESP) | 75e                   |
| 25                    | Manuel Ortega Ocaña (ESP)           | AB-6                  |
| 26                    | Antonio Piedra (ESP)                | 78e                   |
| 27                    | Javier Ramírez Abeja (ESP)          | 62e                   |
| 28                    | Jesús Rosendo (ESP)                 | 106e                  |
| 29                    | José Ruiz Sánchez (ESP)             | 118e                  |

| Astana AST | Astana AST                     | Astana AST |
| ---------- | ------------------------------ | ---------- |
| Num        | Coureur                        | Pos        |
| 31         | Haimar Zubeldia (ESP)          | 14e        |
| 32         | Assan Bazayev (KAZ)            | 130e       |
| 33         | Jesús Hernández Blázquez (ESP) | 19e        |
| 34         | Christopher Horner (USA)       | NP-5       |
| 35         | Maxim Iglinskiy (KAZ)          | NP-18      |
| 36         | Daniel Navarro (ESP)           | 13e        |
| 37         | José Luis Rubiera (ESP)        | AB-12      |
| 38         | Michael Schär (SUI)            | 110e       |
| 39         | Alexandre Vinokourov (KAZ)     | AB-12      |

| BBox Bouygues Telecom BBO | BBox Bouygues Telecom BBO | BBox Bouygues Telecom BBO |
| ------------------------- | ------------------------- | ------------------------- |
| Num                       | Coureur                   | Pos                       |
| 41                        | Pierrick Fédrigo (FRA)    | AB-1                      |
| 42                        | Giovanni Bernaudeau (FRA) | AB-8                      |
| 43                        | Olivier Bonnaire (FRA)    | 48e                       |
| 44                        | William Bonnet (FRA)      | 109e                      |
| 45                        | Franck Bouyer (FRA)       | AB-13                     |
| 46                        | Damien Gaudin (FRA)       | 139e                      |
| 47                        | Vincent Jérôme (FRA)      | AB-8                      |
| 48                        | Laurent Lefèvre (FRA)     | AB-9                      |
| 49                        | Matthieu Sprick (FRA)     | 57e                       |

| Caisse d'Épargne GCE | Caisse d'Épargne GCE             | Caisse d'Épargne GCE |
| -------------------- | -------------------------------- | -------------------- |
| Num                  | Coureur                          | Pos                  |
| 51                   | Alejandro Valverde (ESP)         | 1er                  |
| 52                   | Imanol Erviti (ESP)              | 100e                 |
| 53                   | José Vicente García Acosta (ESP) | 137e                 |
| 54                   | Vasil Kiryienka (BLR)            | 16e                  |
| 55                   | Daniel Moreno (ESP)              | 11e                  |
| 56                   | David López García (ESP)         | 42e                  |
| 57                   | Francisco Pérez (URU)            | 88e                  |
| 58                   | Joaquim Rodríguez (ESP)          | 7e                   |
| 59                   | Xabier Zandio (ESP)              | 112e                 |

| Cervélo TestTeam CTT | Cervélo TestTeam CTT             | Cervélo TestTeam CTT |
| -------------------- | -------------------------------- | -------------------- |
| Num                  | Coureur                          | Pos                  |
| 61                   | Íñigo Cuesta (ESP)               | 35e                  |
| 62                   | Philip Deignan (IRL)             | 9e                   |
| 63                   | Xavier Florencio (ESP)           | 59e                  |
| 64                   | Simon Gerrans (AUS)              | AB-13                |
| 65                   | José Ángel Gómez Marchante (ESP) | 22e                  |
| 66                   | Roger Hammond (GBR)              | 97e                  |
| 67                   | Ignatas Konovalovas (LTU)        | NP-14                |
| 68                   | Gabriel Rasch (NOR)              | 101e                 |
| 69                   | Dominique Rollin (CAN)           | AB-13                |

| Cofidis, le Crédit en Ligne COF | Cofidis, le Crédit en Ligne COF       | Cofidis, le Crédit en Ligne COF |
| ------------------------------- | ------------------------------------- | ------------------------------- |
| Num                             | Coureur                               | Pos                             |
| 71                              | David Moncoutié (FRA)                 | 27e                             |
| 72                              | Mickaël Buffaz (FRA)                  | 89e                             |
| 73                              | Jean-Eudes Demaret (FRA)              | 127e                            |
| 74                              | Leonardo Duque (COL)                  | 32e                             |
| 75                              | Julien El Fares (FRA)                 | 49e                             |
| 76                              | Bingen Fernández (ESP)                | 58e                             |
| 77                              | Amaël Moinard (FRA)                   | 18e                             |
| 78                              | Damien Monier (FRA)                   | 65e                             |
| 79                              | Rein Taaramäe (EST) (route et chrono) | 74e                             |

| Contentpolis-Ampo MCO | Contentpolis-Ampo MCO          | Contentpolis-Ampo MCO |
| --------------------- | ------------------------------ | --------------------- |
| Num                   | Coureur                        | Pos                   |
| 81                    | Julián Sánchez Pimienta (ESP)  | 79e                   |
| 82                    | Javier Benítez (ESP)           | 116e                  |
| 83                    | Sergio Domínguez Muñoz (ESP)   | AB-19                 |
| 84                    | Óscar García-Casarrubios (ESP) | AB-6                  |
| 85                    | Mikel Gaztañaga (ESP)          | AB-9                  |
| 86                    | Francisco José Pacheco (ESP)   | 121e                  |
| 87                    | Adrián Palomares (ESP)         | 45e                   |
| 88                    | Aitor Pérez Arrieta (ESP)      | 111e                  |
| 89                    | Manuel Vázquez Hueso (ESP)     | 15e                   |

| La Française des jeux FDJ | La Française des jeux FDJ | La Française des jeux FDJ |
| ------------------------- | ------------------------- | ------------------------- |
| Num                       | Coureur                   | Pos                       |
| 91                        | Sandy Casar (FRA)         | AB-14                     |
| 92                        | Sébastien Chavanel (FRA)  | AB-13                     |
| 93                        | Mikaël Cherel (FRA)       | 25e                       |
| 94                        | Rémy Di Grégorio (FRA)    | 51e                       |
| 95                        | Arnaud Gérard (FRA)       | 105e                      |
| 96                        | Timothy Gudsell (NZL)     | 136e                      |
| 97                        | Matthieu Ladagnous (FRA)  | 63e                       |
| 98                        | Anthony Roux (FRA)        | 120e                      |
| 99                        | Wesley Sulzberger (AUS)   | 117e                      |

| Fuji-Servetto FUJ | Fuji-Servetto FUJ        | Fuji-Servetto FUJ |
| ----------------- | ------------------------ | ----------------- |
| Num               | Coureur                  | Pos               |
| 101               | Juan José Cobo (ESP)     | 10e               |
| 102               | Eros Capecchi (ITA)      | AB-13             |
| 103               | David de la Fuente (ESP) | 24e               |
| 104               | Jesús del Nero (ESP)     | 66e               |
| 105               | Arkaitz Durán (ESP)      | 40e               |
| 106               | Beñat Intxausti (ESP)    | 60e               |
| 107               | Fredrik Kessiakoff (SWE) | 72e               |
| 108               | Robert Kišerlovski (CRO) | NP-5              |
| 109               | Davide Viganò (ITA)      | AB-13             |

| Garmin-Slipstream GRM | Garmin-Slipstream GRM  | Garmin-Slipstream GRM |
| --------------------- | ---------------------- | --------------------- |
| Num                   | Coureur                | Pos                   |
| 111                   | Tom Danielson (USA)    | AB-18                 |
| 112                   | Julian Dean (NZL)      | 132e                  |
| 113                   | Tyler Farrar (USA)     | NP-12                 |
| 114                   | Ryder Hesjedal (CAN)   | NP-18                 |
| 115                   | Martijn Maaskant (NED) | 135e                  |
| 116                   | Dan Martin (IRL)       | 53e                   |
| 117                   | Christian Meier (CAN)  | NP-18                 |
| 118                   | David Millar (GBR)     | 80e                   |
| 119                   | Svein Tuft (CAN)       | AB-15                 |

| Lampre-NGC LAM | Lampre-NGC LAM                  | Lampre-NGC LAM |
| -------------- | ------------------------------- | -------------- |
| Num            | Coureur                         | Pos            |
| 121            | Damiano Cunego (ITA)            | NP-17          |
| 122            | Alessandro Ballan (ITA) (route) | NP-17          |
| 123            | Emanuele Bindi (ITA)            | 128e           |
| 124            | Vitaliy Buts (UKR)              | NP-12          |
| 125            | Enrico Gasparotto (ITA)         | 82e            |
| 126            | Marco Marzano (ITA)             | AB-14          |
| 127            | Massimiliano Mori (ITA)         | 133e           |
| 128            | Paolo Tiralongo (ITA)           | 8e             |
| 129            | Francesco Tomei (ITA)           | AB-12          |

| Liquigas LIQ | Liquigas LIQ                 | Liquigas LIQ |
| ------------ | ---------------------------- | ------------ |
| Num          | Coureur                      | Pos          |
| 131          | Ivan Basso (ITA)             | 4e           |
| 132          | Daniele Bennati (ITA)        | 84e          |
| 133          | Maciej Bodnar (POL) (chrono) | 131e         |
| 134          | Kjell Carlström (FIN)        | 91e          |
| 135          | Roman Kreuziger (CZE)        | 61e          |
| 136          | Manuel Quinziato (ITA)       | 126e         |
| 137          | Fabio Sabatini (ITA)         | 115e         |
| 138          | Sylwester Szmyd (POL)        | 17e          |
| 139          | Oliver Zaugg (SUI)           | 70e          |

| Quick Step QST | Quick Step QST           | Quick Step QST |
| -------------- | ------------------------ | -------------- |
| Num            | Coureur                  | Pos            |
| 141            | Tom Boonen (BEL) (route) | AB-13          |
| 142            | Carlos Barredo (ESP)     | AB-9           |
| 143            | Allan Davis (AUS)        | AB-9           |
| 144            | Kevin De Weert (BEL)     | 20e            |
| 145            | Stijn Devolder (BEL)     | 85e            |
| 146            | Matteo Tosatto (ITA)     | AB-19          |
| 147            | Marco Velo (ITA)         | 93e            |
| 148            | Wouter Weylandt (BEL)    | NP-17          |
| 149            | Maarten Wynants (BEL)    | 113e           |

| Rabobank RAB | Rabobank RAB                  | Rabobank RAB |
| ------------ | ----------------------------- | ------------ |
| Num          | Coureur                       | Pos          |
| 151          | Óscar Freire (ESP)            | AB-13        |
| 152          | Lars Boom (NED)               | 55e          |
| 153          | Juan Manuel Gárate (ESP)      | 38e          |
| 154          | Robert Gesink (NED)           | 6e           |
| 155          | Tom Leezer (NED)              | 129e         |
| 156          | Paul Martens (GER)            | AB-12        |
| 157          | Koos Moerenhout (NED) (route) | 36e          |
| 158          | Bram Tankink (NED)            | 34e          |
| 159          | Pieter Weening (NED)          | 44e          |

| Silence-Lotto SIL | Silence-Lotto SIL       | Silence-Lotto SIL |
| ----------------- | ----------------------- | ----------------- |
| Num               | Coureur                 | Pos               |
| 161               | Cadel Evans (AUS)       | 3e                |
| 162               | Christophe Brandt (BEL) | 125e              |
| 163               | Francis De Greef (BEL)  | 21e               |
| 164               | Mickaël Delage (FRA)    | 73e               |
| 165               | Philippe Gilbert (BEL)  | 54e               |
| 166               | Olivier Kaisen (BEL)    | 86e               |
| 167               | Matthew Lloyd (AUS)     | 50e               |
| 168               | Jürgen Roelandts (BEL)  | 119e              |
| 169               | Charles Wegelius (GBR)  | AB-4              |

| Columbia-HTC THR | Columbia-HTC THR               | Columbia-HTC THR |
| ---------------- | ------------------------------ | ---------------- |
| Num              | Coureur                        | Pos              |
| 171              | André Greipel (GER)            | 107e             |
| 172              | Michael Albasini (SUI)         | AB-11            |
| 173              | Bert Grabsch (GER) (chrono)    | NP-18            |
| 174              | Adam Hansen (AUS)              | 104e             |
| 175              | Greg Henderson (NZL)           | 123e             |
| 176              | Kim Kirchen (LUX) (chrono)     | NP-6             |
| 177              | František Raboň (CZE) (chrono) | 134e             |
| 178              | Vicente Reynés (ESP)           | 103e             |
| 179              | Marcel Sieberg (GER)           | 122e             |

| Team Milram MRM | Team Milram MRM        | Team Milram MRM |
| --------------- | ---------------------- | --------------- |
| Num             | Coureur                | Pos             |
| 181             | Gerald Ciolek (GER)    | AB-18           |
| 182             | Linus Gerdemann (GER)  | NP-12           |
| 183             | Christian Knees (GER)  | 43e             |
| 184             | Dominik Roels (GER)    | 83e             |
| 185             | Thomas Rohregger (AUT) | NP-10           |
| 186             | Matthias Russ (GER)    | 90e             |
| 187             | Björn Schröder (GER)   | AB-13           |
| 188             | Martin Velits (SVK)    | 95e             |
| 189             | Paul Voss (GER)        | 99e             |

| Saxo Bank SAX | Saxo Bank SAX                   | Saxo Bank SAX |
| ------------- | ------------------------------- | ------------- |
| Num           | Coureur                         | Pos           |
| 191           | Andy Schleck (LUX) (route)      | AB-8          |
| 192           | Kurt Asle Arvesen (NOR) (route) | 108e          |
| 193           | Matti Breschel (DEN) (route)    | 68e           |
| 194           | Fabian Cancellara (SUI) (route) | NP-14         |
| 195           | Jakob Fuglsang (DEN)            | 56e           |
| 196           | Alexandr Kolobnev (RUS)         | 31e           |
| 197           | Karsten Kroon (NED)             | 76e           |
| 198           | Stuart O'Grady (AUS)            | NP-17         |
| 199           | Fränk Schleck (LUX)             | NP-11         |

| Vacansoleil VAC | Vacansoleil VAC                 | Vacansoleil VAC |
| --------------- | ------------------------------- | --------------- |
| Num             | Coureur                         | Pos             |
| 201             | Matteo Carrara (ITA)            | 37e             |
| 202             | Borut Božič (SLO)               | 102e            |
| 203             | Johnny Hoogerland (NED)         | 12e             |
| 204             | Sergueï Lagoutine (UZB) (route) | 104e            |
| 205             | Björn Leukemans (BEL)           | AB-18           |
| 206             | Marco Marcato (ITA)             | NP-12           |
| 207             | Jens Mouris (NED)               | 138e            |
| 208             | Matthé Pronk (NED)              | 124e            |
| 209             | Lieuwe Westra (NED)             | 87e             |

| Xacobeo Galicia XGZ | Xacobeo Galicia XGZ           | Xacobeo Galicia XGZ |
| ------------------- | ----------------------------- | ------------------- |
| Num                 | Coureur                       | Pos                 |
| 211                 | Ezequiel Mosquera (ESP)       | 5e                  |
| 212                 | Gustavo César Veloso (ESP)    | 41e                 |
| 213                 | Gustavo Domínguez (ESP)       | 77e                 |
| 214                 | Alberto Fernández Sainz (ESP) | NP-12               |
| 215                 | David García Dapena (ESP)     | 23e                 |
| 216                 | David Herrero (ESP)           | 28e                 |
| 217                 | Serafín Martínez (ESP)        | 39e                 |
| 218                 | Gonzalo Rabuñal (ESP)         | 67e                 |
| 219                 | Eduard Vorganov (RUS)         | 26e                 |